# Schlammläufer

Steppenschlammläufer

Die Schlammläufer (Limnodromus) sind eine Gattung aus der Familie der Schnepfenvögel (Scolopacidae). Die drei Arten sind mittelgroße Watvögel mit langem Schnabel und mittellangen Beinen.

## Merkmale
Die Schlammläufer sind etwa so groß wie die Bekassine und ähneln dieser und der Pfuhlschnepfe in Körperbau, Bewegung und dem rötlichen Sommerfederkleid, unterscheiden sich aber durch die deutlich kürzeren Beine. Der Schnabel der Schlammläufer ist auffallend lang und an der Spitze verdickt und angedeutet nach unten gebogen. In allen Kleidern haben sie einen deutlichen Überaugenstreif. Die mittellangen, verhältnismäßig kurz wirkenden Beine sind grünlich. Im Flug ist ein weißer, länglich ovaler Fleck auf dem Rücken zu sehen. Die Flügel haben einen weißen Hinterrand.

## Lebensweise
Die Schlammläufer brüten in Gras- und Mooskuhlen auf dem Erdboden, nie weit vom Wasser entfernt und ernähren sich hauptsächlich von Schnecken, Insekten und anderen Wirbellosen, die sie mit ihren langen Schnäbeln im Schlamm flacher Gewässerzonen auffinden, seltener auch von Pflanzen.

## Arten
- Kleiner Schlammläufer (Limnodromus griseus), Brutvogel in drei Unterarten im nördlichen Kanada und Alaska. Diese Art überwintert in einem Gebiet von den südlichen USA bis nach Brasilien und kann extrem selten als Irrgast in Westeuropa beobachtet werden.
- Großer Schlammläufer (Limnodromus scolopaceus), Brutvogel in der Tundra Nordamerikas und Ostsibiriens, die Art zieht im Winter in die südlichen USA und nach Mittelamerika. Sie wird selten, aber regelmäßig, in Westeuropa beobachtet. So wurde der Große Schlammläufer zwischen 1958 und 1996 insgesamt 216 mal beobachtet. Bei den meisten Beobachtungen handelt es sich meist um Jungvögel, die vor allem im September und Oktober Europa erreichen.[1]
- Steppenschlammläufer (Limnodromus semipalmatus), Brutvogel in den Steppen Sibiriens, der Mongolei und Nordostchinas, im Winter zieht die Art nach Südostasien, Australien und Neuseeland, wichtige Überwinterungsgebiete sind das Banyuasin-Delta auf Sumatra und Ujung Pangkah auf Java.

Kleiner und Großer Schlammläufer sind nur schwer voneinander zu unterscheiden und wurden lange Zeit für eine einzige Art gehalten. Über die dritte Art der Gattung, den recht seltenen Steppenschlammläufer, ist eher wenig bekannt.
Alle drei Arten sind Zugvögel.

## Belege

### Einzelbelege
1. ↑   Hans-Günther Bauer, Einhard Bezzel und Wolfgang Fiedler (Hrsg.): Das Kompendium der Vögel Mitteleuropas: Alles über Biologie, Gefährdung und Schutz. Band 1: Nonpasseriformes – Nichtsperlingsvögel, Aula-Verlag Wiebelsheim, Wiesbaden 2005, ISBN 3-89104-647-2, S. 475